# The Breeders
The Breeders sind eine amerikanische Alternative-Rock-Band, die 1988 als Nebenprojekt von Kim Deal von den Pixies und Tanya Donelly von den Throwing Muses gegründet wurden. Zu ihnen gesellten sich die britische Bassistin Josephine Wiggs und der Schlagzeuger von Slint, Britt Walford, unter dem Pseudonym „Shannon Dorton“.

## Geschichte

### Gründung und Namensgebung
Unzufrieden mit ihrer untergeordneten Rolle als Bassistin bei den Pixies, tat sich Kim Deal 1988 mit der mit ihrer Rolle bei den Throwing Muses ebenfalls nicht glücklichen Tanya Donelly zusammen. Als Namen für ihre ursprünglich als reines Nebenprojekt geplante Band entschieden sich die beiden Musikerinnen für The Breeders, welcher von Deal bereits vor den Pixies für eine Band mit ihrer Schwester Kelley verwendet worden war. Der Ausdruck ‚Breeders‘ ‚Züchter‘, ist im Englischen eine abfällige Bezeichnung von Homosexuellen für Heterosexuelle.

### PodundLast Splash
Für das erste Album rekrutierten Deal und Donelly die britische Bassistin Josephine Wiggs von der Band The Perfect Disaster und Britt Walford (unter dem Pseudonym Shannon Doughton) von Slint am Schlagzeug. Pod wurde von Steve Albini produziert und während einer Großbritannien-Tour der Pixies in Edinburgh aufgenommen. Der Stil des Albums lehnt sich stark an den der Pixies an, mit laut schallenden Gitarren, bedrohlich wirkenden Melodien und kompromisslosen Texten. So ist das Lied Hellbound aus der Sicht eines abgetriebenen Fötus geschrieben, während Iris graphisch die weibliche Menstruation beschreibt.
Nach der Aufnahme von Pod beschäftigten sich die Bandmitglieder wieder mit ihren jeweiligen Hauptbands. Erst 1992 folgten weitere Aufnahmen, bei denen erstmals Kims Schwester Kelley Deal als zusätzliche Gitarristin mitwirkte, obwohl sie das Instrument dafür erst lernen musste. Die vier entstandenen Lieder wurden als EP unter dem Namen Safari veröffentlicht.
Nach der Trennung der Pixies rekrutierte Kim Deal den Schlagzeuger Jim Macpherson aus der örtlichen Band-Szene ihrer Heimatstadt Dayton, Ohio, wodurch die Breeders endlich eine vollwertige Band waren. Allerdings stieg Donelly aus der Band aus, weil sie sich wie bei den Throwing Muses zu wenig beachtet fühlte. In der Besetzung Deal / Deal / Wiggs / Macpherson absolvierten die Breeders 1992 ihre ersten hochkarätigen Konzerte, indem sie für Nirvana als Vorband auf deren Europa-Tournee spielten. 1993 erschien schließlich das kommerziell erfolgreichste Album der Breeders, Last Splash, mit der Hitsingle Cannonball, bei deren Musikvideo Spike Jonze Regie führte. Das Album wurde auch bei den Kritikern gelobt, welche Kim Deals gereifte Songschreiber-Qualitäten priesen, und machte die Band zu echten Alternative-Rock-Stars. 1994 wurde Last Splash von der RIAA mit Platin ausgezeichnet – für über eine Million verkaufte Einheiten.

### Spätere Jahre
In den folgenden Jahren tourten die Breeders ausgiebig und widmeten sich anschließend anderen Projekten; Kim Deal z. B. der Band The Amps. Erst im Jahr 2002 erschien das Album Title TK, bei dem wieder neue Mitglieder mitwirkten.
Am 4. April 2008 veröffentlichte die Band das Album Mountain Battles, auf dem neben englischsprachigen Stücken auch Titel auf Deutsch und Spanisch zu finden sind.
2012 formierten sich die Breeders erneut in der Besetzung, die das Album Last Splash eingespielt hatte. In dieser klassischen Besetzung mit den Deal-Schwestern, Wiggs und Macpherson ging die Band auf Tour, um die im folgenden Jahr erscheinende 20th Anniversary Edition von Last Splash zu promoten. In der Folge arbeiteten die Breeders an neuen Liedern, um schließlich am 2. März 2018 das erste Studioalbum seit zehn Jahren zu veröffentlichen. All Nerve wurde wie alle anderen Studioalben der Band auf dem britischen Independent-Label 4AD veröffentlicht und beinhaltet elf Tracks, darunter die Single Wait In The Car, welche bereits im Jahr 2017 erschienen war. Von den Kritikern wurde das neue Werk durchaus positiv aufgenommen, AllMusic und der Rolling Stone vergaben 4 von möglichen 5 Sternen und der Record Collector sogar 5 von 5.

## Diskografie

### Studioalben
| Jahr | Titel            | Höchstplatzierung, Gesamtwochen, AuszeichnungChartplatzierungen (Jahr, Titel, Platzierungen, Wochen, Auszeichnungen, Anmerkungen) | Höchstplatzierung, Gesamtwochen, AuszeichnungChartplatzierungen (Jahr, Titel, Platzierungen, Wochen, Auszeichnungen, Anmerkungen) | Höchstplatzierung, Gesamtwochen, AuszeichnungChartplatzierungen (Jahr, Titel, Platzierungen, Wochen, Auszeichnungen, Anmerkungen) | Höchstplatzierung, Gesamtwochen, AuszeichnungChartplatzierungen (Jahr, Titel, Platzierungen, Wochen, Auszeichnungen, Anmerkungen) | Höchstplatzierung, Gesamtwochen, AuszeichnungChartplatzierungen (Jahr, Titel, Platzierungen, Wochen, Auszeichnungen, Anmerkungen) | Anmerkungen                           |
| Jahr | Titel            | DE | AT | CH | UK | US | Anmerkungen                           |
| ---- | ---------------- | --- | --- | --- | --- | --- | ------------------------------------- |
| 1990 | Pod              | — | — | — | UK22 (3 Wo.)UK | — | Erstveröffentlichung: 28. Mai 1990    |
| 1993 | Last Splash      | DE68 (10 Wo.)DE | — | — | UK5 Silber · (5 Wo.)UK | US33 Platin · (36 Wo.)US | Erstveröffentlichung: 31. August 1993 |
| 2002 | Title TK         | DE91 (1 Wo.)DE | — | — | UK51 (2 Wo.)UK | US130 (2 Wo.)US | Erstveröffentlichung: 20. Mai 2002    |
| 2008 | Mountain Battles | — | — | — | UK46 (2 Wo.)UK | US98 (2 Wo.)US | Erstveröffentlichung: 7. April 2008   |
| 2018 | All Nerve        | DE83 (1 Wo.)DE | AT48 (1 Wo.)AT | CH60 (1 Wo.)CH | UK9 (2 Wo.)UK | US79 (1 Wo.)US | Erstveröffentlichung: 2. März 2018    |

Weitere Studioalben 
- 2013: LSXX (20th Anniversary Edition von Last Splash)

### EPs und Livealben
| Jahr | Titel       | Höchstplatzierung, Gesamtwochen, AuszeichnungChartplatzierungen (Jahr, Titel, Platzierungen, Wochen, Auszeichnungen, Anmerkungen) | Höchstplatzierung, Gesamtwochen, AuszeichnungChartplatzierungen (Jahr, Titel, Platzierungen, Wochen, Auszeichnungen, Anmerkungen) | Höchstplatzierung, Gesamtwochen, AuszeichnungChartplatzierungen (Jahr, Titel, Platzierungen, Wochen, Auszeichnungen, Anmerkungen) | Höchstplatzierung, Gesamtwochen, AuszeichnungChartplatzierungen (Jahr, Titel, Platzierungen, Wochen, Auszeichnungen, Anmerkungen) | Höchstplatzierung, Gesamtwochen, AuszeichnungChartplatzierungen (Jahr, Titel, Platzierungen, Wochen, Auszeichnungen, Anmerkungen) | Anmerkungen                         |
| Jahr | Titel       | DE | AT | CH | UK | US | Anmerkungen                         |
| ---- | ----------- | --- | --- | --- | --- | --- | ----------------------------------- |
| 1992 | Safari      | — | — | — | UK69 (1 Wo.)UK | — | Erstveröffentlichung: 6. April 1992 |
| 1994 | Head to Toe | — | — | — | UK68 (2 Wo.)UK | — | Erstveröffentlichung: 11. Juni 1994 |

Weitere EPs und Livealben
- 1994: Live in Stockholm 1994
- 2009: Fate to Fatal

### Singles
| Jahr | Titel Album               | Höchstplatzierung, Gesamtwochen, AuszeichnungChartplatzierungen (Jahr, Titel, Album, Platzierungen, Wochen, Auszeichnungen, Anmerkungen) | Höchstplatzierung, Gesamtwochen, AuszeichnungChartplatzierungen (Jahr, Titel, Album, Platzierungen, Wochen, Auszeichnungen, Anmerkungen) | Höchstplatzierung, Gesamtwochen, AuszeichnungChartplatzierungen (Jahr, Titel, Album, Platzierungen, Wochen, Auszeichnungen, Anmerkungen) | Höchstplatzierung, Gesamtwochen, AuszeichnungChartplatzierungen (Jahr, Titel, Album, Platzierungen, Wochen, Auszeichnungen, Anmerkungen) | Höchstplatzierung, Gesamtwochen, AuszeichnungChartplatzierungen (Jahr, Titel, Album, Platzierungen, Wochen, Auszeichnungen, Anmerkungen) | Anmerkungen                             |
| Jahr | Titel Album               | DE | AT | CH | UK | US | Anmerkungen                             |
| ---- | ------------------------- | --- | --- | --- | --- | --- | --------------------------------------- |
| 1993 | Cannonball Last Splash    | — | — | — | UK40 Silber · (3 Wo.)UK | US44 Gold · (20 Wo.)US | Erstveröffentlichung: 4. August 1993    |
| 1993 | Divine Hammer Last Splash | — | — | — | UK59 (1 Wo.)UK | — | Erstveröffentlichung: 25. Oktober 1993  |
| 2002 | Son of Three Title TK     | — | — | — | UK72 (1 Wo.)UK | — | Erstveröffentlichung: 2. September 2002 |

Weitere Singles
- 1994: No Aloha
- 1994: Saints
- 1997: Climbing The Sun
- 2002: Off You
- 2002: Huffer
- 2008: Bang On
- 2008: We’re Gonna Rise
- 2008: Walk It Off
- 2017: Wait In The Car

### Soundtrackbeiträge
- 1999: Collage (auf dem Soundtrack des Kinofilms Mod Squad – Cops auf Zeit)
- 2003: Little Town (Hedwig version) (auf der Kompilation Wig in a Box)

## Auszeichnungen für Musikverkäufe
| Silberne Schallplatte - Frankreich - 1993: für die Single Cannonball Goldene Schallplatte - Australien - 1996: für das Album Last Splash - Frankreich - 1994: für das Album Last Splash - Kanada - 1994: für das Album Last Splash |

Anmerkung: Auszeichnungen in Ländern aus den Charttabellen bzw. Chartboxen sind in ebendiesen zu finden.
| Land/RegionAuszeichnungen für Musikverkäufe (Land/Region, Auszeichnungen, Verkäufe, Quellen) | Silber     | Gold     | Platin  | Verkäufe  | Quellen         |
| -------------------------------------------------------------------------------------------- | ---------- | -------- | ------- | --------- | --------------- |
| Australien (ARIA)                                                                            | —          | Gold1    | —       | 35.000    | aria.com.au     |
| Frankreich (SNEP)                                                                            | Silber1    | Gold1    | —       | 225.000   | snepmusique.com |
| Kanada (MC)                                                                                  | —          | Gold1    | —       | 50.000    | musiccanada.com |
| Vereinigte Staaten (RIAA)                                                                    | —          | Gold1    | Platin1 | 1.500.000 | riaa.com        |
| Vereinigtes Königreich (BPI)                                                                 | 2× Silber2 | —        | —       | 260.000   | bpi.co.uk       |
| Insgesamt                                                                                    | 3× Silber3 | 4× Gold4 | Platin1 |           |                 |